# 星座のティンクルちゃん
星座のティンクルちゃん（せいざのてぃんくるちゃん）は、漫画家の夢野凡天（1927年 - 2020年頃）によってデザインされたキャラクター。星座をテーマにしている。
星の国に住んでいる女の子。青いショートボブで星のカチューシャをしている。

## 絵本
講談社からティンクルちゃんを主人公とした絵本が発行された。
- ティンクルちゃんえほん（1）おかしのおしろ（1982年12月、ISBN 4-06-200320-1）
- ティンクルちゃんえほん（2）ふしぎなりんごのき（1982年12月、ISBN 4-06-200321-X）
- ティンクルちゃんえほん（3）さかなのくに（1984年6月、ISBN 4-06-201103-4）
- ゆびっこえほん(6) よいこわるいこ ティンクルちゃんのエチケットえほん（1984年8月、ISBN 4-06-189506-0）

このほか、カバヤ食品の食玩（チューインガム）に付属した飛び出す絵本10種が存在した。
- 星座のティンクルちゃん（1）こわれた みずがめ
- 星座のティンクルちゃん（2) すききらいはダメよ
- 星座のティンクルちゃん（3) きずついた白鳥
- 星座のティンクルちゃん（4) お母さんの言うことは よくききましょう
- 星座のティンクルちゃん（5) いじめっこはダメよ
- 星座のティンクルちゃん（6) あいさつをしましょう
- 星座のティンクルちゃん（7) エンゼルちゃんのオバケ
- 星座のティンクルちゃん（8) あとかたづけを きちんとね
- 星座のティンクルちゃん（9) お花をかわいがりましょう
- 星座のティンクルちゃん（10) どうぶつに イタズラしてはダメよ